# Viaduc de Wiesen
Le viaduc de Wiesen, appelé en allemand Wiesener Viadukt, est un viaduc ferroviaire de calcaire. Il surplombe la Landwasser sur les hauteurs du village de Wiesen, dans le canton des Grisons, en Suisse.

## Histoire
Le pont a été dessiné par Henning Friedrich, alors ingénieur en chef des chemins de fer rhétiques. Sa construction débuta en octobre 1906 sous la direction d'un autre ingénieur nommé Hans Studer. Il entra en service en juillet 1909, lors de la mise en route de la ligne Davos – Filisur. Son coût total fut de 324 000 francs.
La structure d'étayage utilisée pendant la construction, constituée de 500 mètres cubes de bois, fut l'œuvre de G. Marasi et fut réalisée par le charpentier grison Richard Coray.
L'ouvrage est inscrit comme bien culturel suisse d'importance régionale.

## Description
Le viaduc est l'un des principaux ouvrages d'art de la ligne reliant Davos à Filisur (de) et le plus long pont de pierre des chemins de fer rhétiques. Il s'élève à 88 mètres de hauteur et mesure 204 mètres de long. Son arche principale n'est large que de 3,7 mètres, mais longue de 44 mètres ce qui en fait l'une des plus longues pour un pont en maçonnerie. L'arche principale est entourée de six arches secondaires, deux à l'ouest et quatre à l'est, chacune de 20 mètres de long.

## Sources
- (en) Cet article est partiellement ou en totalité issu de l’article de Wikipédia en anglais intitulé « Wiesen Viaduct » (voir la liste des auteurs).
- Viaduc de Wiesen sur Structurae.